# Бибахтино
Бибахтино (баш. Бейбаҡты) — деревня в Иглинском районе Республики Башкортостан Российской Федерации. Входит в состав Турбаслинского сельсовета.

## География

### Географическое положение
Расстояние до:
- районного центра (Иглино): 22 км,
- центра сельсовета (Турбаслы): 4 км,
- ближайшей ж/д станции (Шакша): 13 км.

## Население
| 2002 | 2009 | 2010 |
| ---- | ---- | ---- |
| 150  | ↗174 | ↗185 |

Национальный состав
Согласно переписи 2002 года, преобладающая национальность — башкиры (90 %).
В быту разговаривают на турбаслинском говоре казанского диалекта татарского языка.

## Религия
В деревне есть мечеть.